# Clowner utan gränser

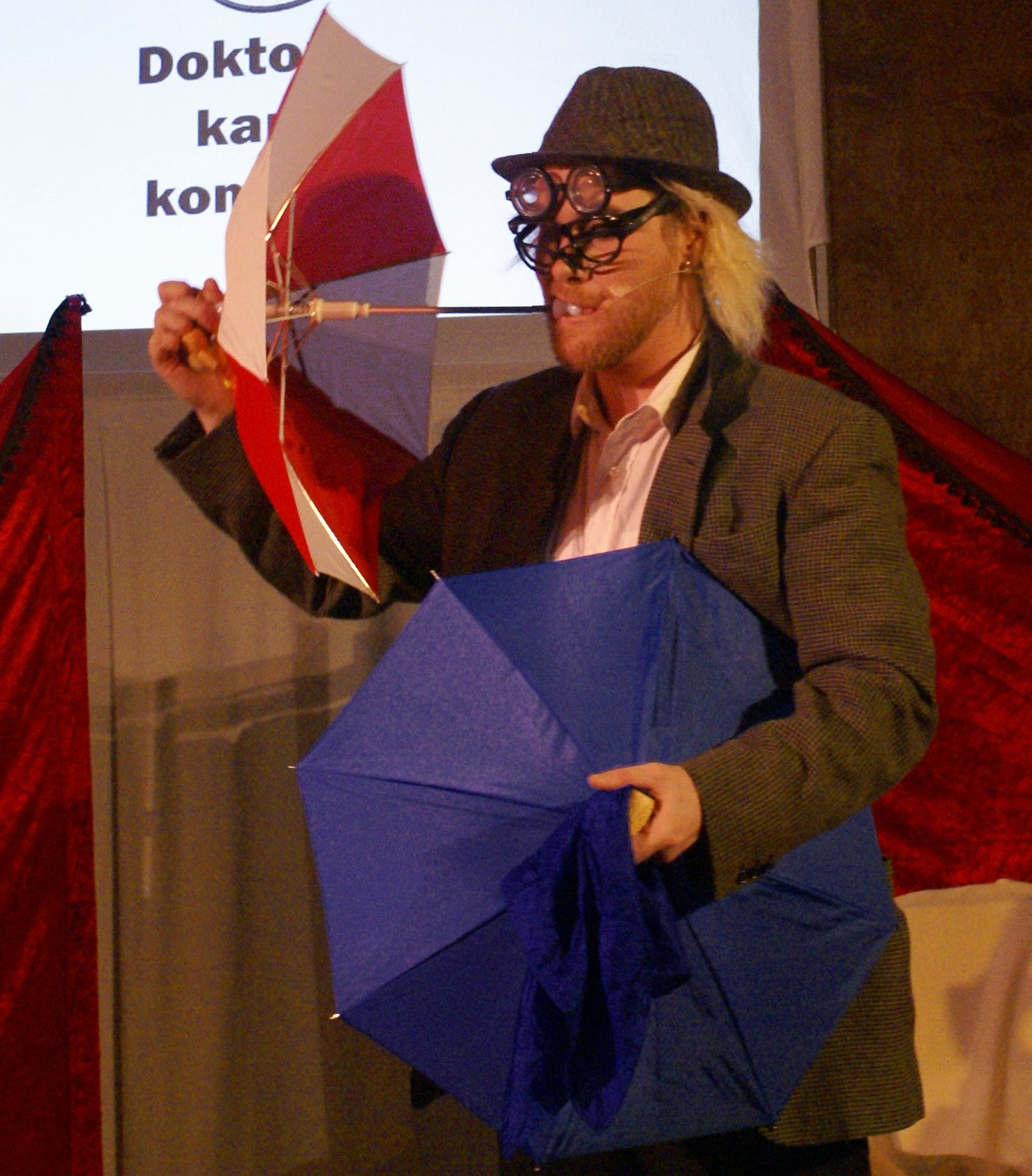
Clowner utan gränser uppträder i Sverige

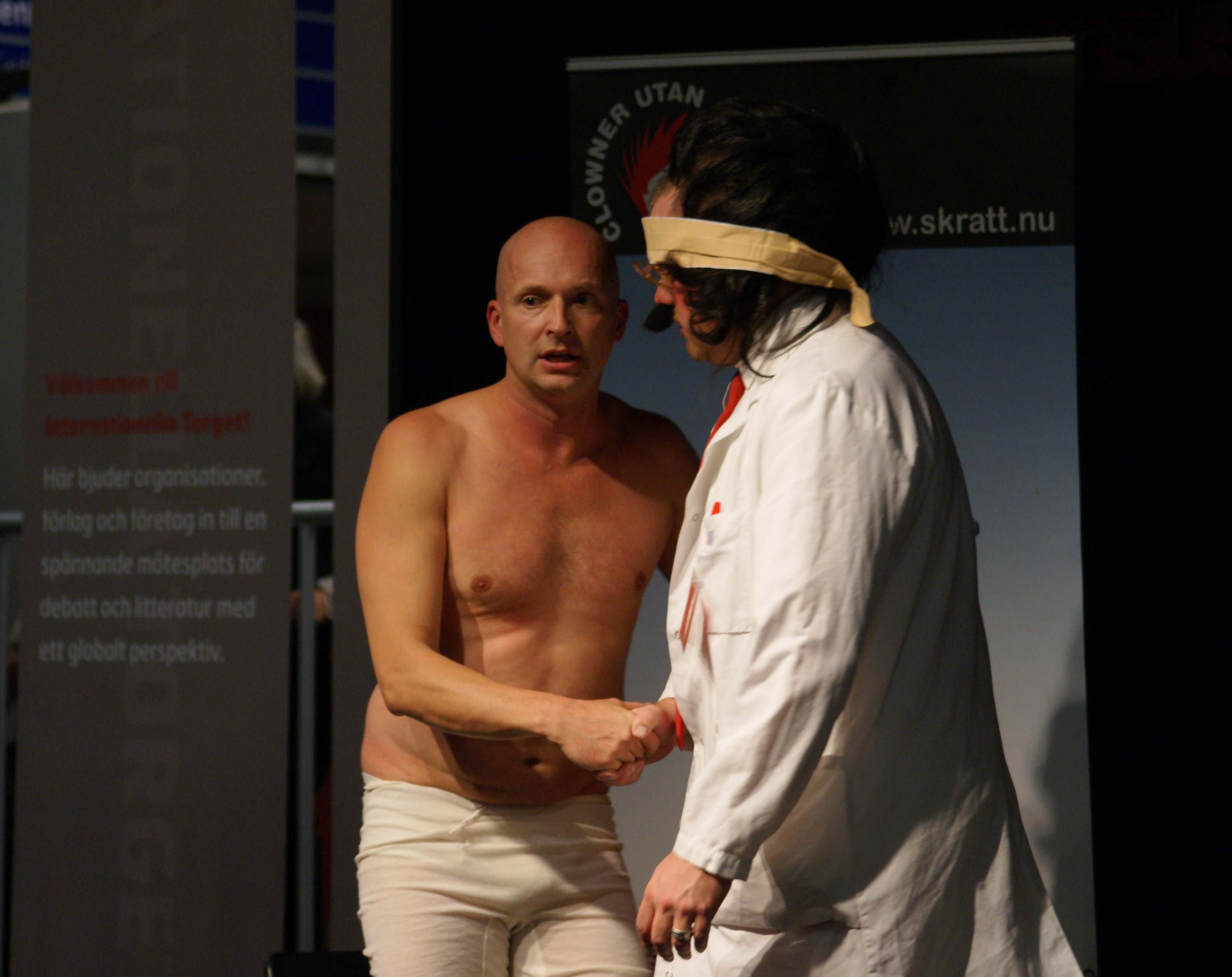
Clowner utan gränser på Bokmässan i Göteborg 2011

Clowner utan gränser är en internationell ideell organisation som skickar clowner och artister till barn och samhällen drabbade av krig, konflikt och andra kriser runtom i världen. Organisationen är politiskt och religiöst obunden och arbetar för att "sprida skratt på de ställen i världen där skrattet tystnat". 
Det svenska Clowner utan gränser startade 1996 av Nalle P. Laanela som blivit inspirerad av den ursprungliga spanska organisationen Payasos sin fronteras ("pajaser/clowner utan gränser"). Grundarna av Payasos sin fronteras inspirerades i sin tur av Läkare utan gränsers arbete, men personerna inom Clowner utan gränser världen över tror att människor behöver mer än mat, vatten och mediciner för att överleva på längre sikt. De åker flera gånger per år på turnéer till krigsdrabbade områden, men även till bosättningar och flyktingförläggningar. Med hjälp av musik, jongleringsbollar, käglor, poi, humor och engagemang arbetar de ideellt för en bättre och humanare värld.

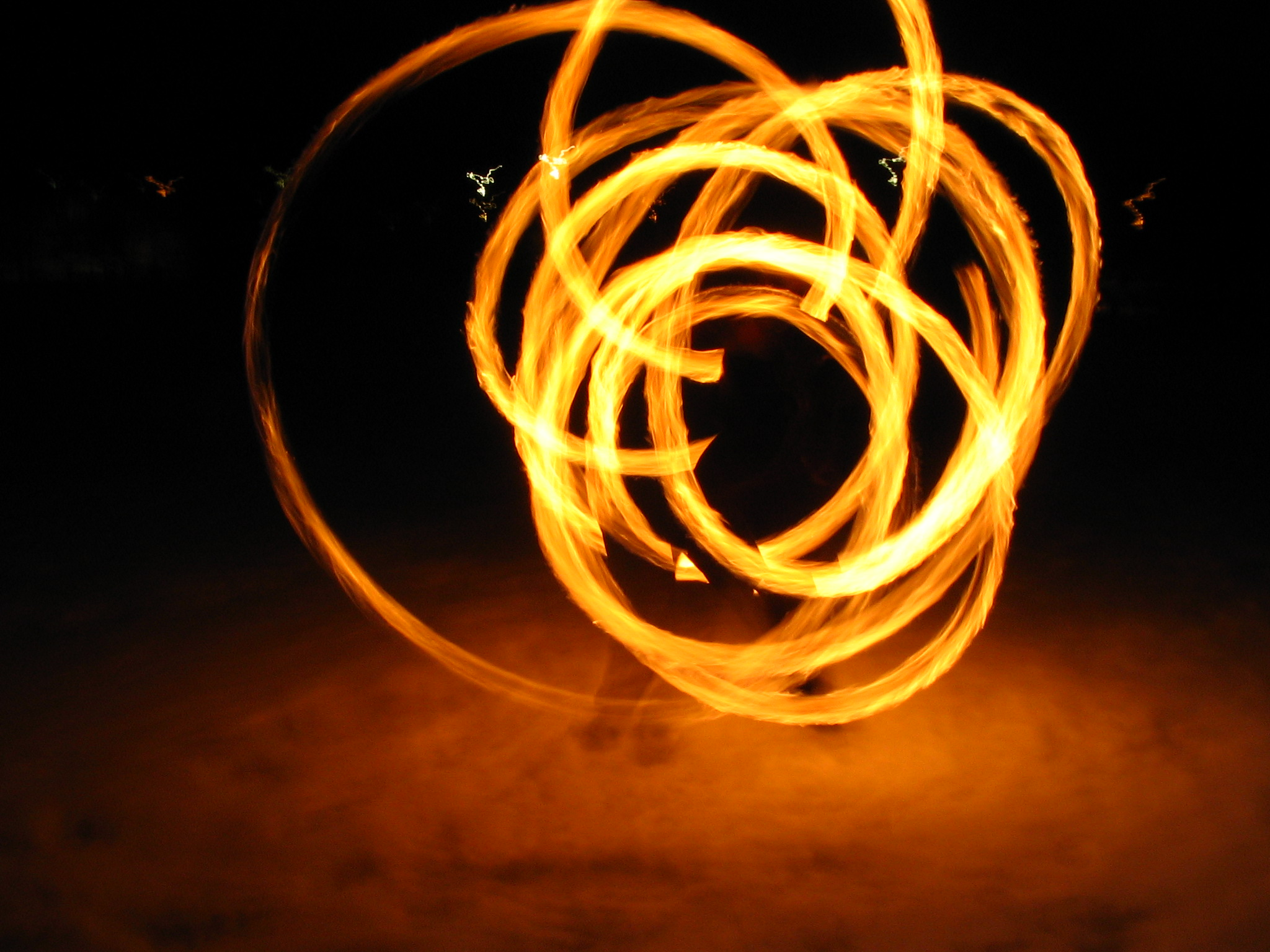
Clowner utan gränser uppträder med bland annat poi. På bilden eldpoi.

Organisationen bildades 1996 och har sedan starten genomfört turnéer och föreställningar i Bosnien, Estland, Lettland, Nordmakedonien, Indien, Nepal, Mexiko, Västsahara, Sudan, Swaziland, Mellanöstern, Algeriet, Moldavien, Libanon, Palestina, Myanmar, Kenya, Rwanda och Burundi.
Förutom föreställningar och turnéer arbetar man också med två utbildningsstrategier: att utbilda utbildare samt att utbilda barn och ungdomar.
Clowner utan gränser anordnar varje år Clownnäsans dag då de samlar in pengar till sina projekt och värvar medlemmar genom uppträdanden, försäljning av lösnäsor och insamling till organisationens verksamhet. I Stockholm började den dagen firas på Gröna Lund med artister, bland annat Burnt Out Punks, Big Ass BBQ och Cirqus Alfons, efter tre år flyttades firandet till Kungsträdgården och 2009 var Skansen ny och lyckad samarbetspartner för firandet. De samarbetar även med större hjälporganisationer, lokalt, nationellt samt internationellt, bland andra Röda Korset, Läkare utan gränser, Lärarförbundet, Sensus studieförbund och Individuell Människohjälp.
2007 var man en av de femton organisationer som ingick i insamlingskampanjen Världens Barn. De pengar som Clowner utan gränser fick genom Världens Barn-insamlingen gick till arbetet med barn och ungdomar i Swaziland, ett projekt som genomförs i samarbete med organisationen SHAPE i Swaziland.
Idag finns Clowner utan gränser i Spanien (Payasos sin fronteras), Sverige (Clowner utan gränser), Frankrike och Kanada (Clowns sans Frontières), Belgien (Clowns and Magicians without Borders), Tyskland (Clowns ohne Grenzen), Sydafrika (Clowns without Borders) samt USA (Clowns without Borders).